# واسیلی تسیبلیف
واسیلی تسیبلیف (به انگلیسی: Vasily Tsibliyev) فضانورد اهل کشور روسیه است که در ۲۹ فوریه ۱۹۵۴ در شبه جزیره کریمه زاده شد. وی در مأموریت سایوز تی‌ام-۱۷، سایوز تی‌ام-۲۵ حضور داشته است.